# Cheiracanthium albidulum
Cheiracanthium albidulum es una especie de araña del género Cheiracanthium, familia Cheiracanthiidae, suborden Araneomorphae. Fue descrita científicamente por Blackwall en 1859.

## Distribución
Se distribuye por Madeira, Portugal.